# 科克铁热克河

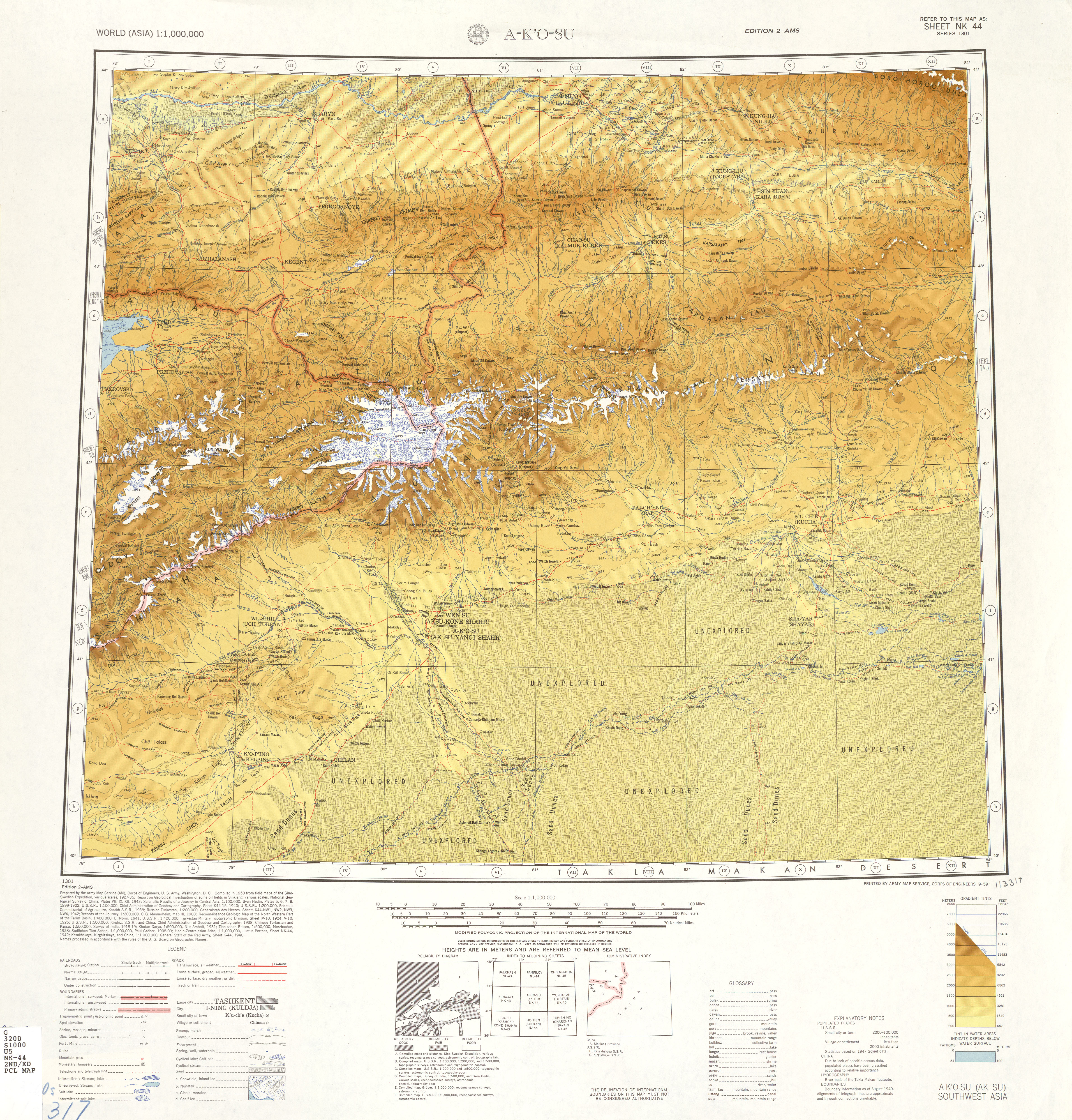
新疆西部地区的地形图，科克铁热克河在图中中上部，标注为Kök Terek。

科克铁热克河，位于中华人民共和国新疆维吾尔自治区伊犁哈萨克自治州特克斯县西南部的一条河流，为伊犁河上游特克斯河右岸支流。河名为柯尔克孜语，意为“青绿色的杨树林”（Көк терек/ته ره‌ك كۅك）。发源于中天山支脉哈尔克他乌山北麓，主源流科克窝赞河由西克萨依河、穷科国吾赞河和克奇科国吾赞河三条支流汇集而成。汇合后河流由南向北流经，于阔克铁热克柯尔克孜族乡政府驻地以南出山口，之后继续向北流，于玛热勒塔斯村汇入特克斯河。河流全长55.6千米，流域面积638平方千米。